# Neko Atsume
Neko Atsume: Kitty Collector (Japans: ねこあつめ, "kattencollectie") is een spel voor iOS en Android, ontwikkeld door Hit-Point. Het spel is uitgebracht op 20 oktober 2014.
Het spel gaat om het "verzamelen" van katten. Dit doet de speler door kattenspeeltjes en kattenvoer te kopen en in de tuin van de spelers te plaatsen. Katten worden hierdoor aangetrokken. De speler kan de katten bekijken en er foto's van nemen en plaatsen in een fotoalbum. Katten geven niboshi (にぼし, gedroogde sardines), of fish in de Engelstalige versie, aan de speler. Met niboshi kan de speler nieuw kattenvoer en kattenspeeltjes aanschaffen. In totaal zijn er 66 verschillende katten verkrijgbaar in het spel.